# Crànau
Crànau (en grec antic Κραναός), va ser, segons la mitologia grega, un dels primers reis de l'Àtica. Era "fill del sòl", i va succeir Cècrops. Com que Erisícton, fill de Cècrops va morir molt jove i sense fills, el reialme passà a Crànau quan Cècrops encara era viu, perquè, un cop mort el seu hereu, es va considerar que Crànau era el més poderós dels ciutadans.
Durant el seu regnat, els habitants del país es deien crànaus, i la ciutat d'Atenes, Crànae. Es va casar amb Pèdias, filla de Mines, lacedemoni, i va tenir tres filles: Crànae, Cranecme i Atis. Quan va morir Atis sense haver-se casat, es va donar el seu nom al país, que deixà de dir-se Crànae per dir-se Àtica.
Crànau va donar una de les seves filles en matrimoni a Amficcíon, un dels fills de Deucalió. Però el seu gendre l'expulsà del país i ocupà el tron. La tomba de Crànau es podia visitar a Atenes.